# Osbornellus tenuis
Osbornellus tenuis är en insektsart som beskrevs av Beamer 1937. Osbornellus tenuis ingår i släktet Osbornellus och familjen dvärgstritar. Inga underarter finns listade i Catalogue of Life.